# Neobenedenia melleni
Neobenedenia melleni är en plattmaskart. Neobenedenia melleni ingår i släktet Neobenedenia och familjen Capsalidae. Inga underarter finns listade i Catalogue of Life.